# Tesłuhów
Tesłuhów (ukr. Теслугів, Tesłuhiw) – wieś na Ukrainie, w obwodzie rówieńskim, w rejonie radziwiłłowskim. W 2001 roku liczyła 1051 mieszkańców.
Wieś została założona w 1545 roku. Prywatne miasto szlacheckie położone było w XVI wieku w województwie wołyńskim. W II Rzeczypospolitej miejscowość była siedzibą gminy wiejskiej Tesłuhów w powiecie dubieńskim, w województwie wołyńskim.